# École supérieure de publicité
L’École supérieure de publicité (ESP), est un établissement d'enseignement supérieur français privé spécialisé dans les métiers de la communication et du marketing en formant des techniciens spécialisés dans la publicité, fondé en 1926 et situé dans le 16e arrondissement de Paris.

## Histoire
Créée en 1926, l'École technique de publicité (ETP), premier nom de l'école, remonte à l'initiative de publicitaires de la Corporation des techniciens de la publicité (CTP) créée en 1913, qui deviendra la Fédération française de la publicité en 1935. À la création de l'ETP, l'école comprend une équipe pédagogique essentiellement composée d'annonceurs et de représentants d'agences de publicité, menés par le président du Groupement des chefs de publicité Henri Ruzé,.
Entre 1927 et 1933, l'École technique de publicité (ETP) dispense des cours pour un petit nombre d'élèves, hébergée par le Conservatoire national des arts et métiers (CNAM), puis par un établissement de la Chambre de commerce de Paris, puis un lycée parisien : elle délivre entre 30 et 40 diplômes après un an d'études. Durant cette période, le publicitaire Octave-Jacques Gérin enseigne à l'ETP. En 1931, une deuxième année est ajoutée à la formation de l'ETP, qui délivre alors un brevet professionnel, diplôme national français de niveau baccalauréat.
Dans les années 1950, l'ETP dispense une formation en deux ans et diplôme ainsi une centaine d'élèves par an avec un « brevet d’études professionnelles de technicien en publicité ». L'École technique de publicité (ETP) subit également la concurrence des écoles de commerce, puis des Instituts d'administration des entreprises (IAE). En 1958, elle ajoute une année supplémentaire à sa formation, désormais de trois ans et devient l'École supérieure de publicité (ESP).
À partir de 1962, l'École supérieure de publicité (ESP) prépare à l'examen du brevet de technicien supérieur (BTS), diplôme national français, en cours du soir. La loi de 1971 sur la formation continue lui permet de préparer au BTS en cours de jour.
En 2014, l'École supérieure de publicité annonce la création d'une classe préparatoire aux concours d'entrée du CELSA - Sorbonne Université[réf. nécessaire].
En septembre 2019, Pierre-Édouard Schmitt est nommé directeur de l'École supérieure de publicité.

## Formation
L'École supérieure de publicité (ESP) dispense des formations de niveau bac+2, avec un brevet de technicien supérieur en communication (BTS) ; de niveau bac+3, avec un cursus bachelor délivrant un titre certifié ; ainsi que de niveau bac+5.

### Classement
En 2022, la formation « bachelor » de l'École supérieure de publicité en « communication et publicité » est classée 6e par Eduniversal (Classement licences et bachelors communication & médias, 2022).

## Enseignants et anciens élèves
L'école dispose de son réseau d'anciens élèves.
Quelques anciens élèves
- Jean-Pierre Nadir, homme d'affaires français, fondateur du site web EasyVoyage.
- Jean-Gabriel Causse, écrivain et designer français.
- Philippe Muyl, réalisateur, scénariste et producteur français.
- Claude Gewerc, homme politique français, ancien président du conseil régional de Picardie.
- Cyril-Alexandre Blanc, homme d'affaires français[8].

Quelques enseignants et anciens enseignants
- Paul Soisson, écrivain, auteur et publicitaire français.